# 沃森综合征
沃森综合征（Watson syndrome）是一种常染色体显性遗传病。以虹膜色素缺陷瘤、腋窝/腹股沟斑点和神经纤维瘤形成为特点。
沃森综合征可能和引起Ⅰ型神经纤维瘤病的神经纤维瘤蛋白1拥有相同的等位基因。